# Wilson (Wisconsin)
Wilson és una població dels Estats Units a l'estat de Wisconsin. Segons el cens del 2000 tenia 176 habitants.

## Demografia
Segons el cens del 2000, Wilson tenia 176 habitants, 66 habitatges, i 52 famílies. La densitat de població era de 43,8 habitants per km².
Dels 66 habitatges en un 34,8% hi vivien nens de menys de 18 anys, en un 71,2% hi vivien parelles casades, en un 3% dones solteres, i en un 21,2% no eren unitats familiars. En el 18,2% dels habitatges hi vivien persones soles el 10,6% de les quals corresponia a persones de 65 anys o més que vivien soles. El nombre mitjà de persones vivint en cada habitatge era de 2,67 i el nombre mitjà de persones que vivien en cada família era de 3,02.
Per edats la població es repartia de la següent manera: un 25% tenia menys de 18 anys, un 6,3% entre 18 i 24, un 32,4% entre 25 i 44, un 19,3% de 45 a 60 i un 17% 65 anys o més.
L'edat mediana era de 36 anys. Per cada 100 dones de 18 o més anys hi havia 91,3 homes.
La renda mediana per habitatge era de 35.893 $ i la renda mediana per família de 43.438 $. Els homes tenien una renda mediana de 33.125 $ mentre que les dones 30.417 $. La renda per capita de la població era de 17.389 $. Cap de les famílies i el 6,4% de la població estaven per davall del llindar de pobresa.

## Poblacions més properes
El següent diagrama mostra les poblacions més properes.